# Cazalilla
Cazalilla là một đô thị trong tỉnh Jaén, Tây Ban Nha. Theo điều tra dân số 2006 (INE), đô thị này có dân số là 839 người.
37°59′B 3°53′T / 37,983°B 3,883°T